# بزرگراه شهید بابایی (تبریز)

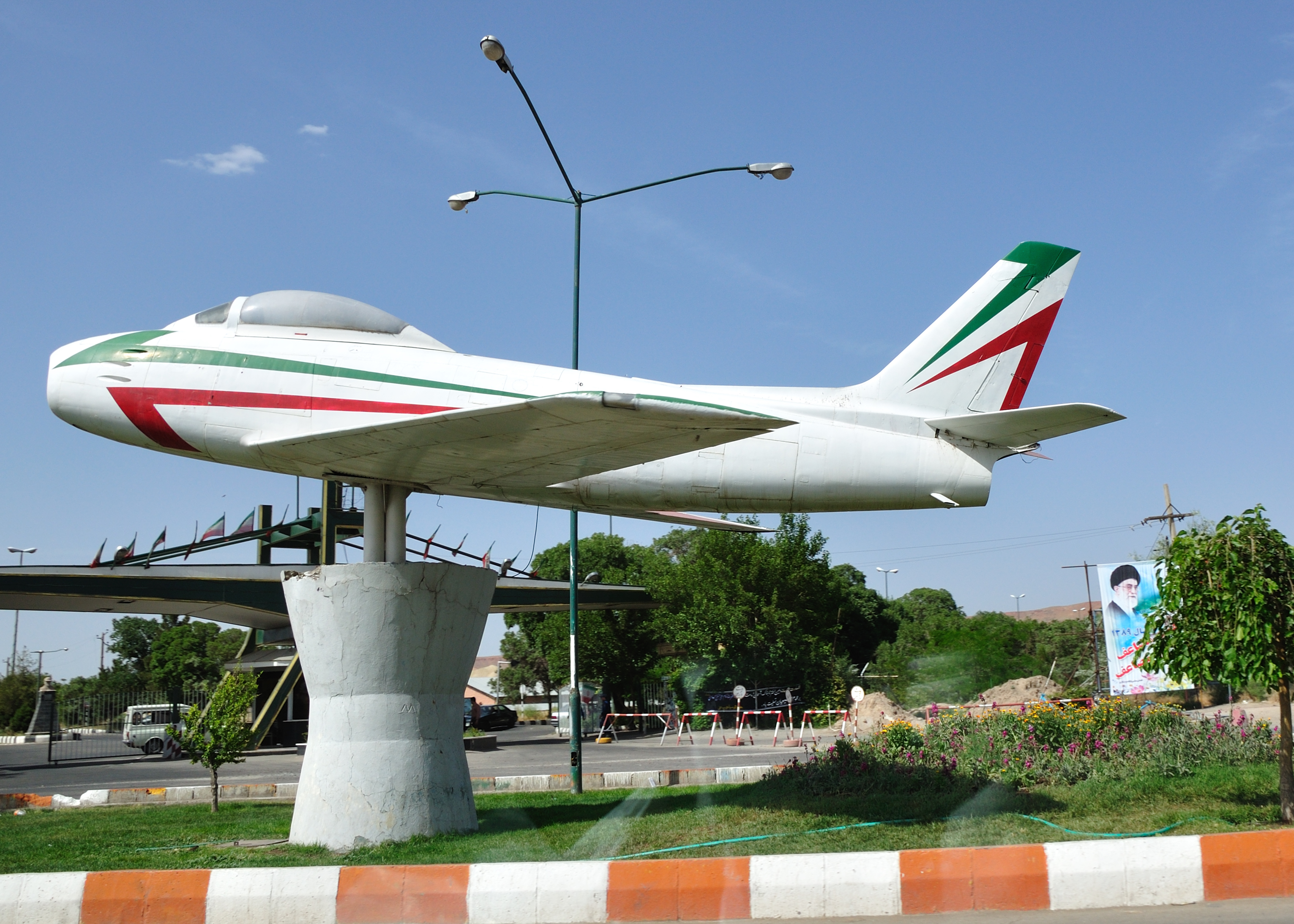
ماکت هواپیمای اف-۸۶ سیبر، در مقابل پایگاه هوایی تبریز واقع در بزرگراه بابایی.

بزرگراه شهید بابایی تبریز، یکی از بزرگراه‌های تبریز است که با طول ۵ کیلومتر، میدان آذربایجان در شمال غرب تبریز را به سه‌راهی فرودگاه متصل می‌کند. این بزرگراه در واقع بخشی از جاده ۳۲ است.